# Rhinolophus proconsulis
Rhinolophus proconsulis — вид рукокрилих ссавців з родини підковикових.

## Таксономічна примітка
Таксон відділено від R. arcuatus.

## Середовище проживання
Країни проживання: Малайзія, Індонезія.

## Спосіб життя
Цей вид був спійманий під час відпочинку у вапнякових печерах або під час виходу з них. Як і інші представники роду, це комахоїдна тварина, яка спеціалізується на пошуку їжі в густій рослинності.